# Новоингерманландский 10-й пехотный полк

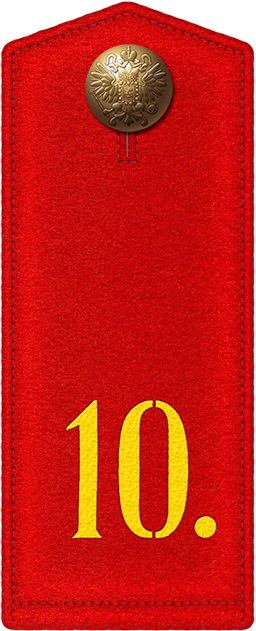
погон рядового полка

10-й пехотный Новоингерманландский полк — пехотная воинская часть Русской императорской армии. С 1819 года входил в состав 3-й пехотной дивизии.
- Старшинство — 20 августа 1790 г.
- Полковой праздник — 8 августа.

## История
Сформирован во второй половине XVIII века как мушкетерский пехотный полк в г. Херсоне. Первое название, утверждённое Высочайшим указом от 14 января 1785 года, — «Херсонский пехотный полк». Старшинство присвоено с 1790 года. В течение своего существования полк неоднократно переименовывался и менял место дислокации.

## Хроника полка
- 1785 — образован Херсонский пехотный полк;
- 1790 — переформирован в Ингермоланский пехотный полк;
- 1792 — переименован в Новоингермоланский пехотный полк;
- 1796 — переименован в Новоингерманландский мушкетерский полк;
- 1798 — переименован в Мушкетерский генерал-майора Розена полк;
- 1801 — возвращено название Новоингерманландский мушкетерский полк;
- 1811 — переименован в Новоингерманландский пехотный полк;
- 1864 — переименован в 10-й пехотный Новоингерманландский полк.

## Участие в походах
- 1787—1791 — участвовал во второй восточной войне с Турцией;
- 17 декабря 1788 — участие во взятии Очакова;
- 2 декабря 1805 — участие в битве при Аустерлице (оборона Тельница);
- 23 июня 1812 — участие в деле у деревни Салтановка;
- 16 августа 1812 — участие в обороне Смоленска;
- 7 сентября 1812 — участие в Бородинском сражении;
- 16 октября 1813 — участие в сражении под Лейпцигом;
- 18 октября 1813 — участие в сражении под Лейпцигом;
- 1830—1831 — участвовал в подавлении Польского восстания;
- 19 февраля 1831 — участие в сражении при Вавере;
- 25 февраля 1831 — участие в сражении при Грохове;
- 26 мая 1831 — участие в сражении под Остроленкой;
- 6 сентября 1831 — участие в штурме Воли;
- 7 сентября 1831 — участие в штурме Варшавы;
- 1848—1849 — участвовал в Венгерской войне;
- 1863 — участвовал в подавлении Польского мятежа;
- 1877—1878 — участвовал в Русско-Турецкой войне;
- 1877—1878 — участие в переходе через Балканы;
- 23 ноября 1877 — участие в обороне Тетевеня;
- 2 декабря 1877 — участие во взятии Тетевенского перевала;
- Декабрь 1877 — пребывание на Златицком перевале;
- 7 января 1878 — участие во взятии Троянского перевала

## Места дислокации
1820 — Торопец Псковской губернии. Второй батальон полка на поселении в Новгородской губернии. Полк входил в состав 3-й пехотной дивизии.

### 1836 — 1840
Зима — 27 апреля 1836 — штаб полка и 2-й батальон в г. Волковыске, 1-й, 3-й и 4-й батальоны содержали караулы в г. Вильно. 
9 мая — 9 июля 1836 г. — штаб полка и все четыре батальона кварировали в г. Вильно .
9 июля — 18 сентября 1836 г. — Новоингерманландский полк стоял лагерем в г. Ковно.
С 18 сентября 1836 г. до весны 1837 г. — полковой штаб, 1-й, 2-й и 3-й батальоны отправились на зимние квартиры в г. Волковыск, 4-й батальон — в Брест-Литовск.
Весной (до 25 июня) 1837 г. полковой штаб, 1-й, 2-й и 3-й батальоны находились на караулах в г. Вильно. 13 марта 4-й батальон пришёл в Волковиск из Брест-Литовска, в апреле перешёл в г. Ковно. 
25 июня — 15 августа 1837 г. — Новоингерманландский полк стоял лагерем в г. Ковно .
15 августа 1837 г. — 3 мая 1838 г. — 1-й батальон в г. Гродно, 2-й батальон в г. Белостоке, полковой штаб, 3-й и 4-й батальоны в г. Волковыске.
3 мая — 30 сентября 1838 г. — на караулах в г. Вильно.
С 30 сентября 1838 г. — г. Волковыск.
24 и 26 октября 1839 г. полк выступил из г. Вильно в Царство Польское.

### 1840 — 1850
1 декабря 1839 г. — 11 марта 1841 г. — полковой штаб в г. Петроков, 1-й батальон — г. Бржезин, 2-й батальон — г. Рава, 4-й батальон — м. Лаж.
17 марта — 15 мая 1841 г. — Варшава.
15 — 30 мая 1841 г. — Новоингерманландский полк в Белянском лагере.
22 сентября 1841 г. — 1 апреля 1842 г. —  штаб полка в г. Петроков, 1-й батальон — Калиш, 2-й батальон — местечко Равы, 3-й батальон — Тушин, 4-й батальон — в местечках Серадже и Ласк.
1 апреля — 2 июня 1842 г. — крепость Новогеоргиевск.
3 августа 1842 г. — 12 апреля 1843 г. — штаб полка и 4-й батальон в г. Кишиневе, 1-й батальон — в м. Ганчещты, 2-й батальон — в с. Больш.-Гертон, 3-й батальон —  в с. Калораш.
4 мая — 18 сентября 1843 г. — полковой штаб и 1-й батальон в г. Новогеоргиевске, 2-й батальон — в Камисаровке, 3-й батальон — в п. Новой-Праге, 4-й батальон — г. Новомиргород.
12 октября 1843 г. — 8 августа 1844 г. — квартиры в г. Кишиневе. 
8 августа — 30 сентября 1844 г. — лагерь при г. Кишиневе.
С 30 сентября 1844 г. — квартиры в г. Кишиневе.
1845 г. — лагерь при г. Елисаветграде.
13 октября 1845 г. — 6 мая 1846 г. — г. Козелец.
9 мая — 20 октября 1846 г. — г. Киев.
20 октября 1846 г. — 17 мая 1847 г. — г. Козелец.
17 мая — 6 октября 1847 г. — работы по Киево-Брестскому шоссе на участве от д. Белоярочки до г. Новгород-Волынска. Полковой штаб расположился в г. Житомире.
6 октября 1847 г. — 1 мая 1848 г. — г. Козелец.
1 мая — 16 июня 1848 г. — переход из г. Козелеца в г. Гродно.
16 июня — 1 августа 1848 г. — г. Гродно.
9 августа — 22 ноября 1848 г. — штаб полка и 3-й батальон в г. Бельске, 1-й батальон в Кленках, 2-й батальон в Орше, 4-й батальон в Сураже.
22 ноября 1848 г. — 18 апреля 1849 г. — штаб полка и 3-й батальон в г. Гродно, 1-й батальон в м. Езеры, 2-й батальон в м. Скидель, 4-й батальон в м. Новый-Двор.
24 мая — 12 июня 1849 г. — г. Калиш.
18 июня — 26 августа 1849 г. — г. Петроков.
26 октября 1849 г. Новоингерманландский полк прибыл в г. Мариамполь.

### 1850 — 1860
3 мая — 1 июня 1850 г. — лагерь при г. Сувалках. 1 июня — 16 августа 1850 г. — штаб в г. Сувалках. 17 августа — 27 ноября 1850 г. — г. Белосток. 7 декабря 1850 г. полк прибыл в Новогеоргиевск, где простоял до 4 мая 1851 г.
4 мая — 25 июня 1851 г. — лагерь под Варшавой.

## Шефы
- хх.хх.1788 — хх.хх.1790 — генерал-поручик Самойлов, Александр Николаевич
- 03.12.1796 — 08.10.1797 — генерал-майор Ермолов, Николай Алексеевич
- 08.10.1797 — 07.02.1806 — генерал-майор (с 19.09.1799 генерал-лейтенант) барон Розен, Иван Карлович
- 05.03.1806 — 23.03.1806 — полковник Ократо, Дмитрий Александрович
- 23.03.1806 — 05.02.1812 — полковник (с 25.09.1810 генерал-майор) Цвиленёв, Александр Иванович
- 28.09.1813 — 01.09.1814 — генерал-майор Свечин, Никанор Михайлович

## Командиры
- 1785—178x — полковник Соколов, Александр
- 12.02.1786 — хх.хх.1788 — полковник Текутьев, Николай Григорьевич
- 1788 — полковник Юргенц, Давыд Николаевич
- 1788 — 1789 — полковник Фишер, Пётр Иванович
- хх.хх.1789 — 03.12.1796 — полковник (с 28.06.1796 бригадир) Козлов, Фёдор Фёдорович
- 26.08.1798 — 18.10.1798 — полковник фон Клуген, Иван Иванович
- 17.01.1799 — 03.01.1800 — полковник фон Гартунг, Иван Христианович
- 06.02.1800 — 18.08.1800 — полковник Ганжа, Пётр Иосифович
- 20.10.1800 — 16.06.1802 — полковник Муромцев, Иван Тимофеевич
- 29.09.1802 — 25.10.1804 — подполковник Канилле, Христофор Кондратьевич
- 25.10.1804 — 05.03.1806 — полковник Ократо, Дмитрий Александрович
- 30.08.1807 — 23.11.1809 — подполковник (с 12.12.1807 полковник) Наумов, Михаил Фёдорович
- 19.02.1810 — 27.01.1811 — полковник Наумов, Михаил Фёдорович (повторно)
- 16.05.1811 — 26.03.1822 — майор (с 30.08.1811 подполковник, с 01.12.1814 полковник) Жуков, Иван Лаврентьевич
- 31.03.1822 — 25.11.1828 — подполковник (с 15.08.1825 полковник) Обрадович, Ефим Николаевич
- 17.01.1829 — 02.08.1838 — подполковник (с 24.08.1829 полковник, с 28.01.1838 генерал-майор) Адлерберг, Максим Фёдорович
- 23.10.1838 — 16.03.1844 — полковник Жигалов, Тимофей Иванович
- 24.04.1844 — 21.12.1853 — полковник (с 06.12.1851 генерал-майор) Адлерберг, Александр Яковлевич
- 21.12.1853 — 17.02.1863 — полковник Насакин, Михаил Романович
- 19.02.1863 — 17.04.1870 — полковник Воронов, Александр Алексеевич
- 17.04.1870 — 29.12.1877 — полковник граф Комаровский, Дмитрий Егорович
- 29.12.1877 — 17.01.1888 — полковник Капченков, Михаил Константинович
- 04.02.1888 — 08.08.1891 — полковник Аккерман, Евгений Юльевич
- 20.08.1891 — 14.12.1892 — полковник Лесников, Николай Михайлович
- 07.01.1893 — 18.07.1900 — полковник Защук, Леонид Иосифович
- 07.08.1900 — 27.08.1903 — полковник Павлов, Николай Петрович
- 29.10.1903 — 06.11.1903 — (в. к.) подполковник Матов, Константин Николаевич
- 06.11.1903 — 12.12.1904 — полковник Параделов, Николай Васильевич
- 12.12.1904 — 11.02.1908 — полковник Соколов, Николай Алексеевич
- 19.03.1908 — 25.04.1914 — полковник (с 14.04.1913 генерал-майор) Осипов, Евгений Матвеевич
- 01.05.1914 — 28.11.1914[8] — полковник Пукалов, Дмитрий Платонович
- 21.01.1915 — 17.03.1917 — полковник фон Геннингс, Вильгельм Александрович
- 07.05.1917 — хх.хх.хххх — полковник Кузнецов, Алексей Егорович

## Боевые отличия
- Знаки на головные уборы «За Варшаву 25 и 26 августа 1831 года»;
- За оказанные подвиги, мужества и храбрости 1, 2 и 3 батальонам 10-го пехотного Новоингерманландского полка в Турецкую войну 1877 и 1878 годов пожалованы Георгиевские знамёна с надписью «За переход через Балканы, у Тетевня и Трояна, в декабре 1877 года»;
- Георгиевское знамя в честь столетнего юбилея полка 20 августа 1890 года с надписью «1790-1890» и сохранение старой надписи «За переход через Балканы у Трояна и Тетевня в декабре 1877 года».

## Знаки полка
- В честь столетнего юбилея полка утвержден особый значок с правом ношения всеми офицерским чинами полка в виде брелока. На лицевой стороне значка, увенчанного Императорской короной, по голубому полю изображены: государственный герб, надпись «За Варшаву 25 и 26 августа 1831 г.», два знамени со словами «Трояны», «Тетевень» и вензелями императоров: Павла I, Александра I, Николая I и Александра II. В середине между знаменами вензель Александра III и Екатерины II. Под вензелем надпись «1790. 20 августа 1890»